# Ceuthonectes rouchi
Ceuthonectes rouchi е вид челюстнокрако от семейство Canthocamptidae. Видът е уязвим и сериозно застрашен от изчезване.

## Разпространение
Разпространен е в Словения.